# Wasserburg
Als Wasserburg oder Wasserschloss werden Burgen beziehungsweise Schlösser bezeichnet, deren Areal allseitig von Wassergräben oder natürlichen Gewässern umgeben ist. Topographisch gehören Wasserburgen zum Typ der Niederungsburgen.
In Westfalen werden diese Gräben auch Gräften genannt, in den Niederlanden Grachten.
Man kann unterscheiden zwischen Wasserburgen, die durch künstliche Wassergräben oder Teiche geschützt sind (angelegter Schutz), und Wasserburgen, deren Hauptschutz durch Flussläufe hergestellt wird oder die sich auf Inseln in Weihern oder Seen befinden (natürlicher Schutz).
Das Wasser dient bei Burgen dieser Art als Annäherungshindernis. Abgesehen davon war das reichliche Vorhandensein von Wasser bei Belagerungen von Vorteil. Eine solche Burg hatte meist nur einen Zugang, der über eine Zugbrücke führte, die im Falle eines Angriffs zum Schutz hochgezogen wurde. Diese Wasserburgen hatten teilweise festungsartigen Charakter. Das Weiherhaus ist ein kleiner, spätmittelalterlicher Sondertypus des Festen Hauses in der Bauweise einer Wasserburg.
Vielerorts wurden in Mitteleuropa die ehemals wehrhaften Burgen im Laufe der Zeit zu vorwiegend der Repräsentation und Wohnzwecken dienenden Schlössern umfunktioniert oder umgebaut. Die prägenden Wassergräben verloren somit ihre ursprüngliche Schutzfunktion, wurden in einigen Fällen jedoch als Element der Landschaftsgestaltung bewahrt. Heute werden sie im Rahmen des Denkmalschutzes oftmals als belastende, weil durch Wasserschäden an den Fundamenten kostenintensive, „historische Altlasten“ beschrieben. Insbesondere seit den 1960er Jahren sind daher in Deutschland viele Gräben entwässert oder, seltener, verfüllt worden.

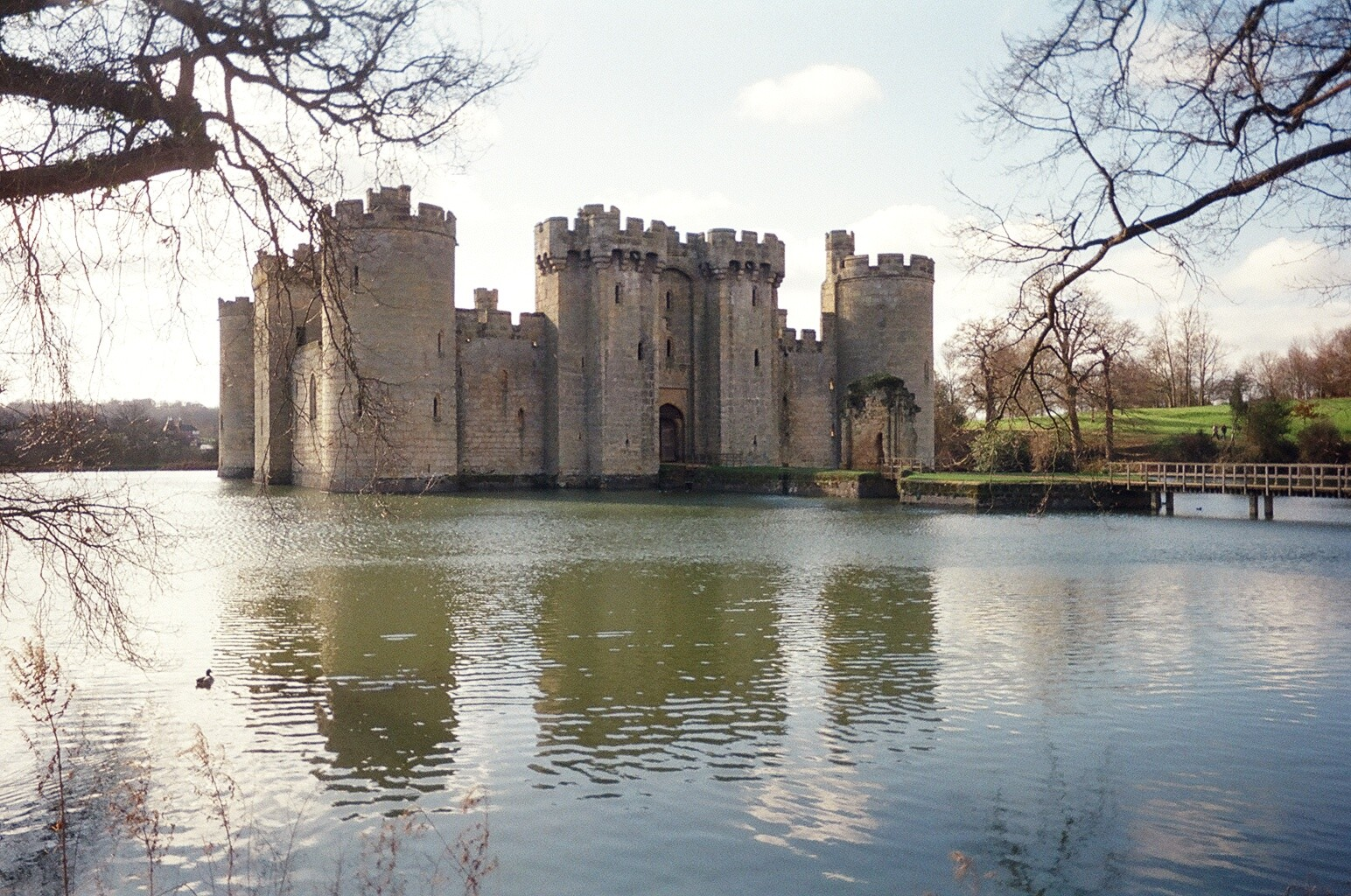
Bodiam Castle (Sussex, England)
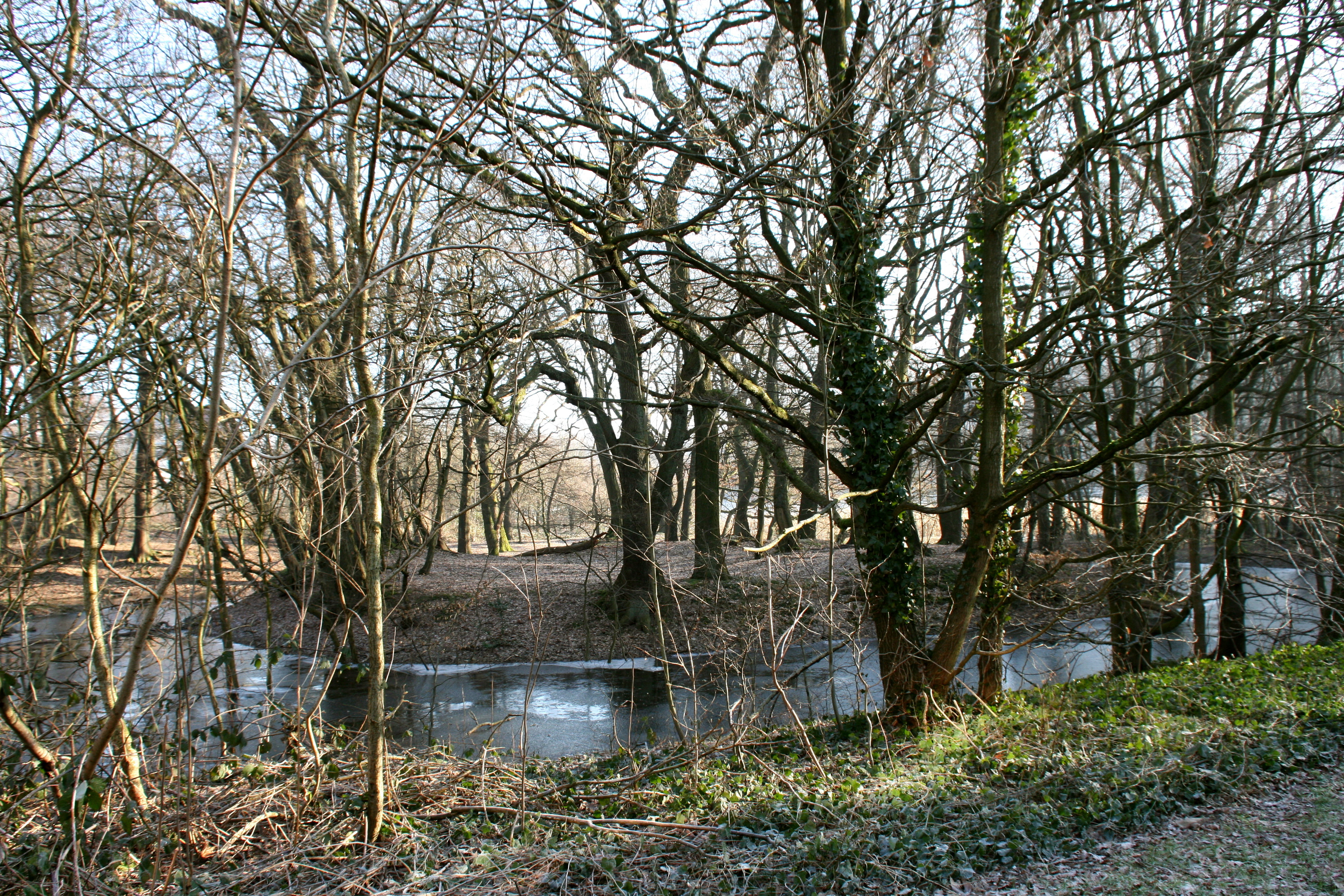
Burgstelle von Haus Vittinghoff, Essen-Stadtwald
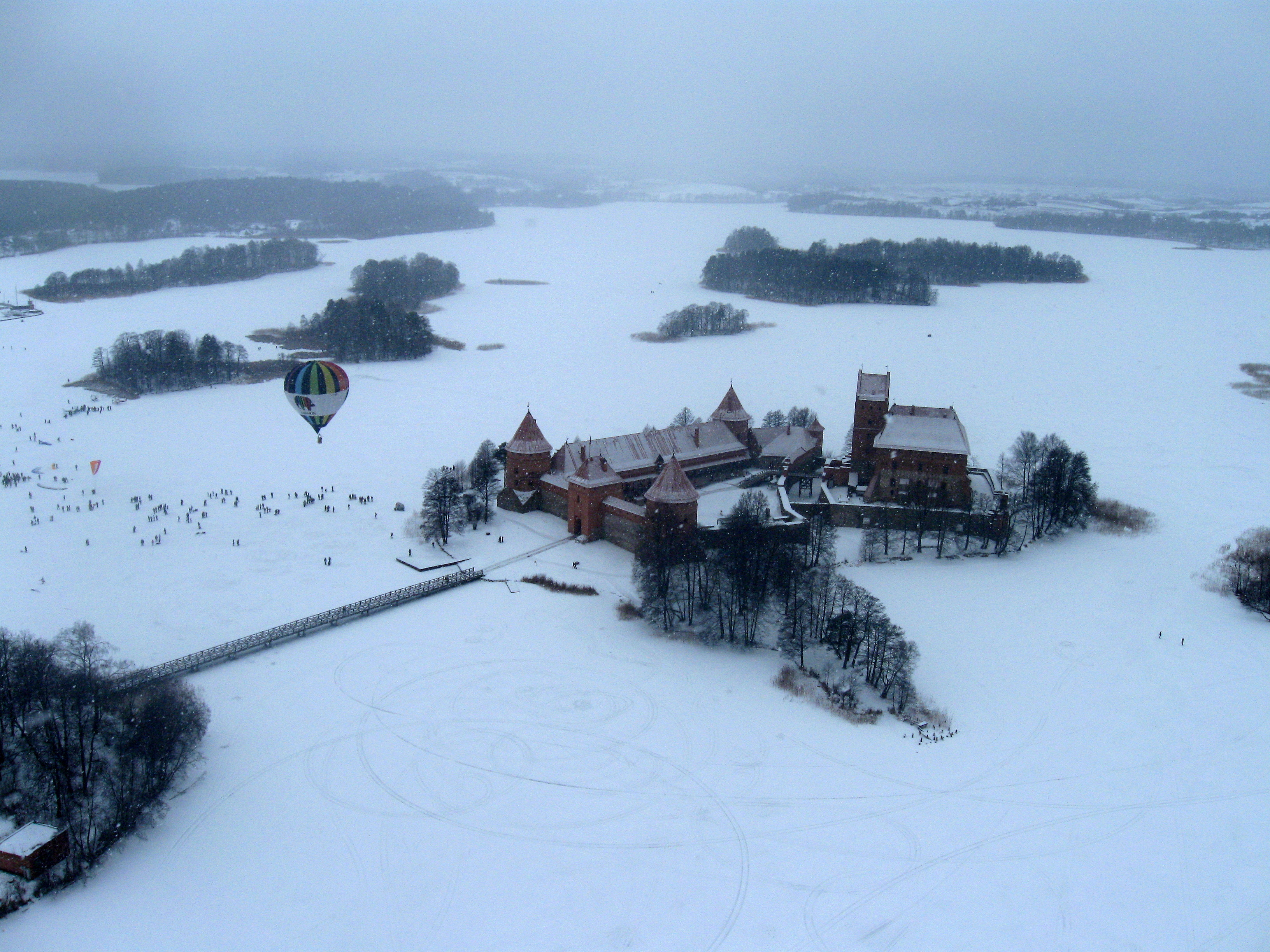
Wasserburg Trakai mit Zugangsbrücke im Winter
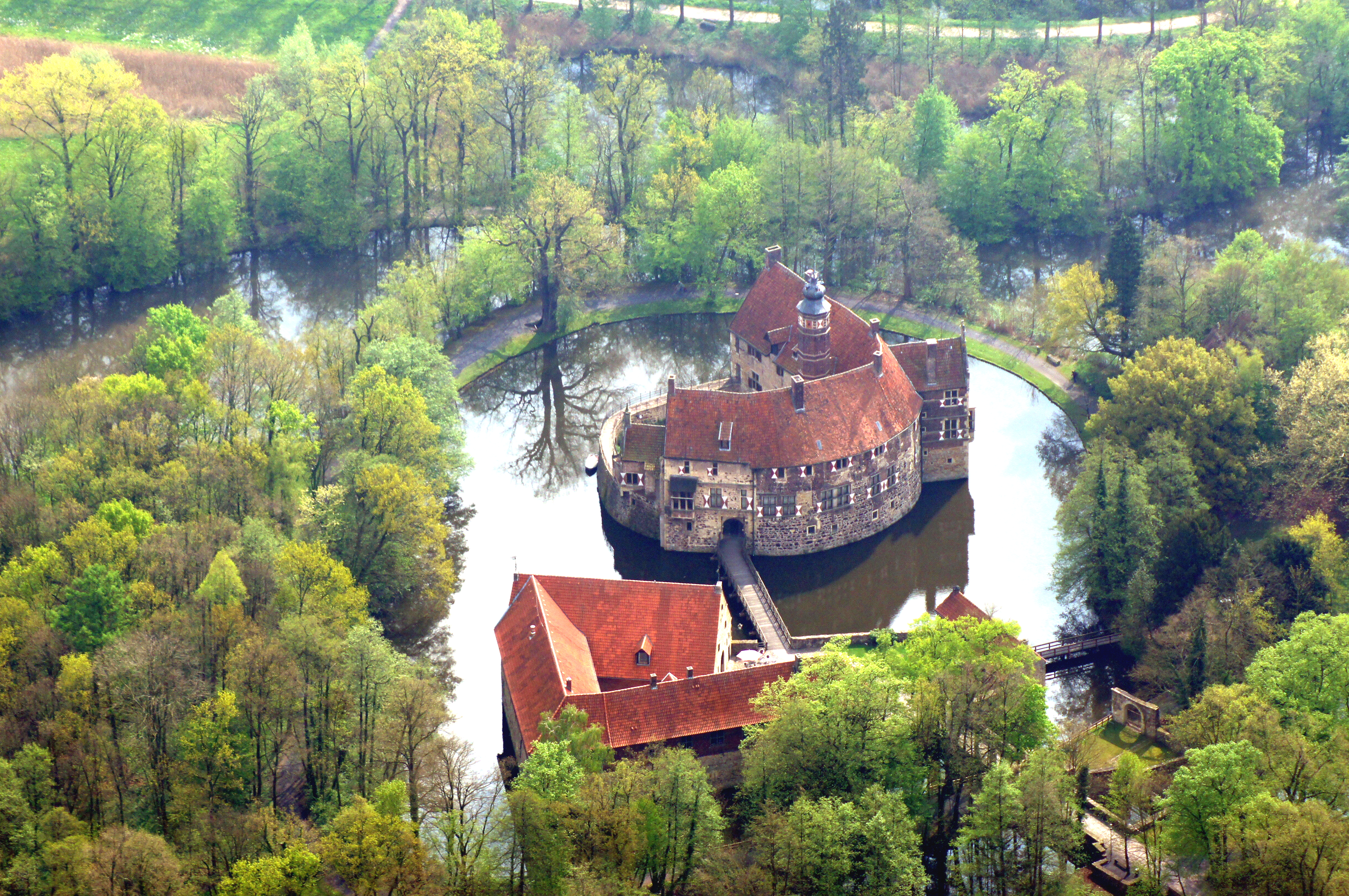
Burg Vischering, Westfalen
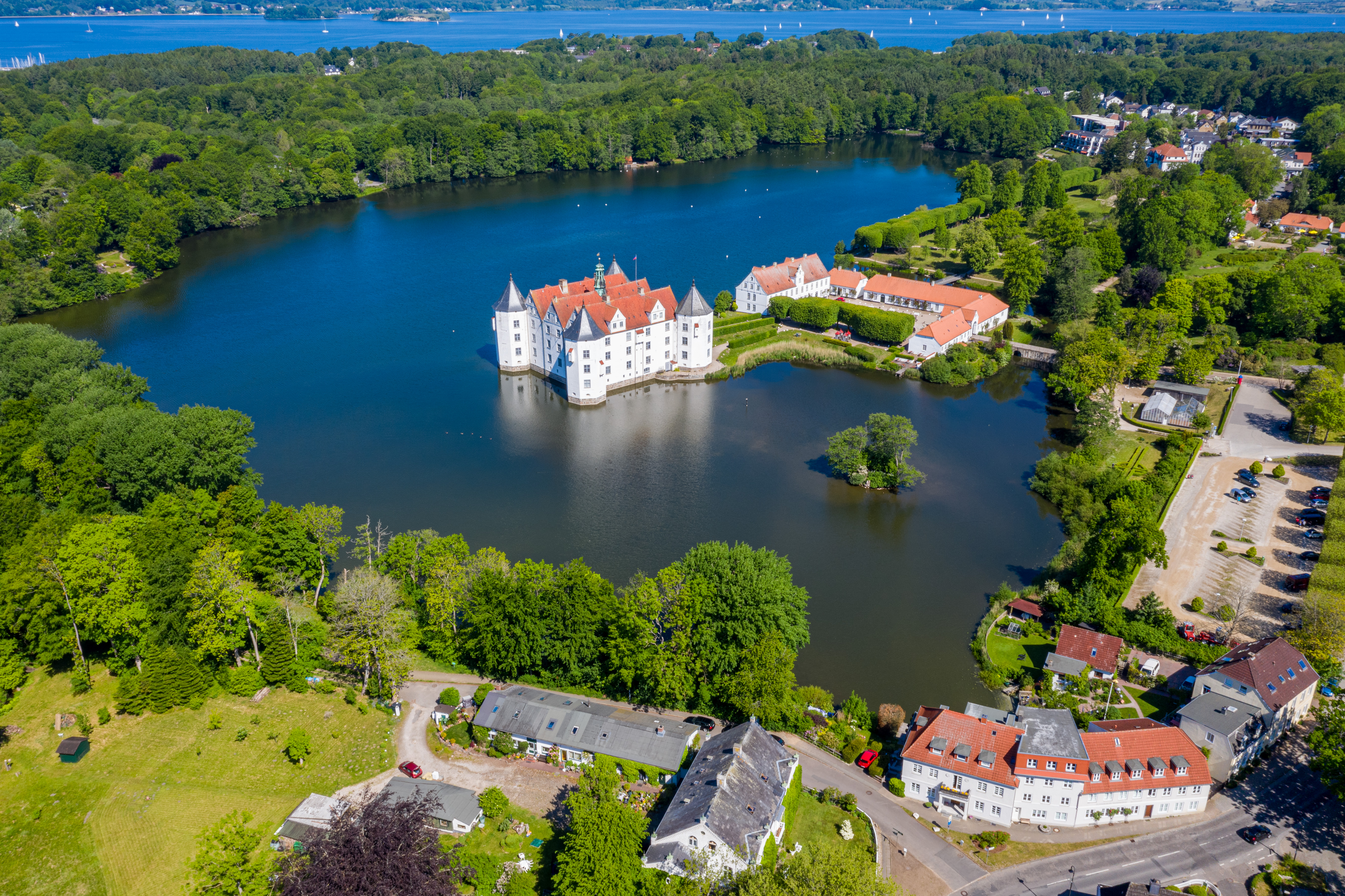
Schloss Glücksburg, errichtet ab 1582: zwischen wehrhaftem Burg- und repräsentativem Schlossbau
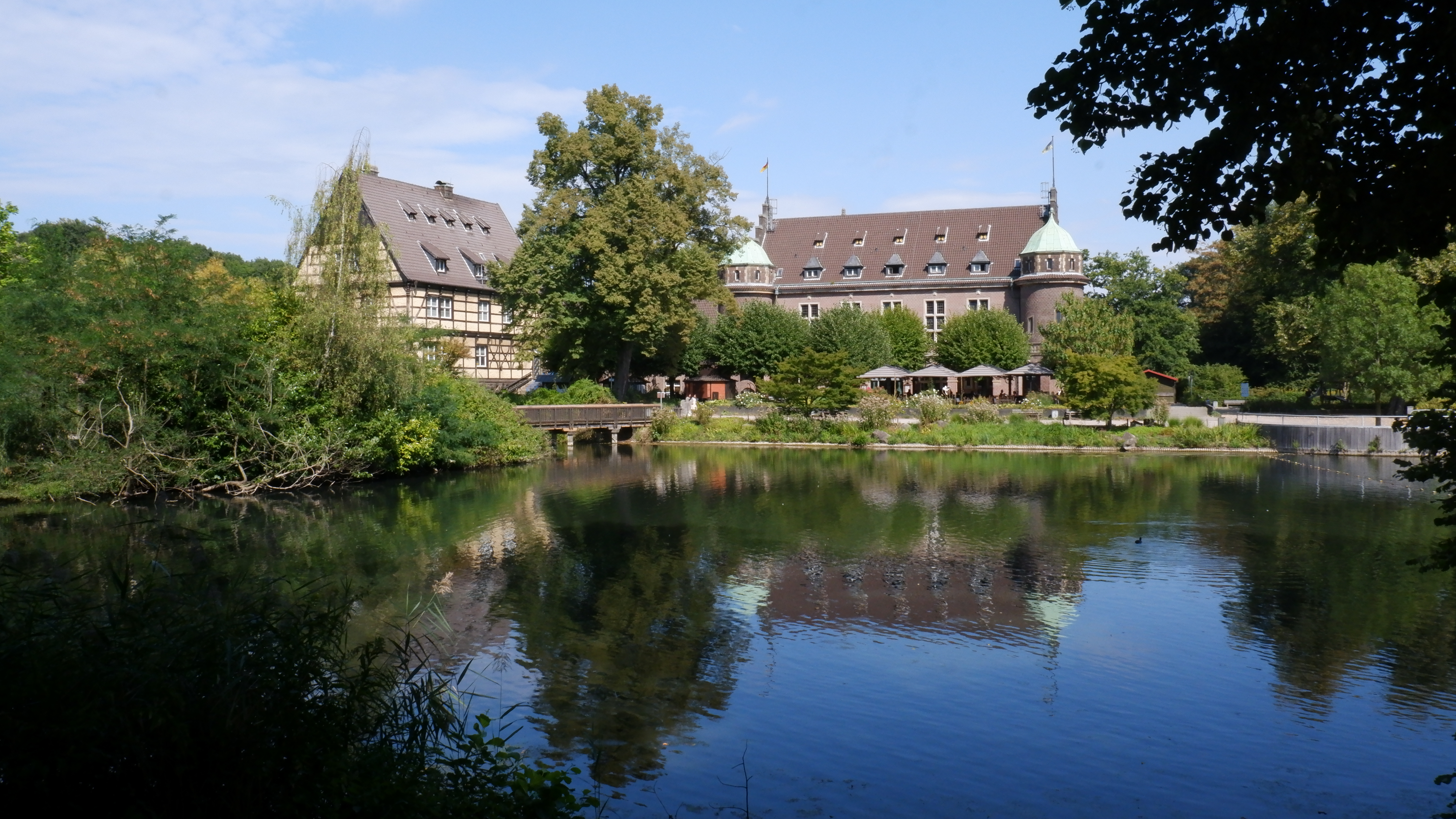
Schloss Wittringen in Gladbeck, 1928 auf älterer Anlage gebaut